# سیارک ۷۰۱۷۹
سیارک ۷۰۱۷۹ (به انگلیسی: 70179 Beppechiara، نامگذاری:1999QQ1) هفتاد هزار و صد و هفتاد و نهمین سیارک کشف شده‌است که در ۲۱ اوت ۱۹۹۹ کشف شد.